# Газовые гидраты
Газовые гидраты (также гидраты природных газов или клатраты) — супрамолекулярные кристаллические соединения, образующиеся при определённых термодинамических условиях из воды и газа. Название «клатраты» (от лат. clat(h)ratus — «закрытый решёткой, посаженный в клетку»), было дано Пауэллом в 1948 году. Гидраты газа относятся к нестехиометрическим соединениям, то есть соединениям переменного состава.
Впервые гидраты газов (сернистого газа и хлора) наблюдали ещё в конце XVIII века Дж. Пристли, Б. Пелетье и В. Карстен. Первые описания газовых гидратов были приведены Г. Дэви в 1810 году (гидрат хлора). В 1823 г. Фарадей приближённо определил состав гидрата хлора, в 1829 г. Левит обнаружил гидрат брома, а в 1840 г. Вёлер получил гидрат H2S. К 1888 году П. Виллар получает гидраты CH4, C2H6, C2H4, C2H2 и N2O.
Клатратная природа газовых гидратов подтверждена в 1950-е гг. после рентгеноструктурных исследований Штакельберга и Мюллера, работ Полинга, Клауссена.
В 1940-е годы советские учёные Стрижов, Мохнаткин и Черский высказывают гипотезу о наличии залежей газовых гидратов в зоне вечной мерзлоты. В 1960-е годы они же обнаруживают первые месторождения газовых гидратов на севере СССР. Одновременно с этим возможность образования и существования гидратов в природных условиях находит лабораторное подтверждение (Макогон).
С этого момента газовые гидраты начинают рассматриваться как потенциальный источник топлива. По различным оценкам, запасы земных углеводородов в гидратах составляют от 1,8⋅105 до 7,6⋅109 км³. Выясняется их широкое распространение в океанах и криолитозоне материков, нестабильность при повышении температуры и понижении давления.
В 1969 г. началась разработка Мессояхского месторождения в Сибири, где, как считается, впервые удалось (по чистой случайности) извлечь природный газ непосредственно из гидратов (до 36 % от общего объёма добычи по состоянию на 1990 г.).
Сейчас природные газовые гидраты приковывают особое внимание как возможный источник ископаемого топлива, а также возможный фактор изменения климата (см. Гипотеза о метангидратном ружье).

## Свойства гидратов
Природные газовые гидраты представляют собой метастабильный минерал, образование и разложение которого зависит от температуры, давления, химического состава газа и воды, свойств пористой среды и др.
Морфология газогидратов весьма разнообразна. В настоящее время выделяют три основных типа кристаллов:
- Массивные кристаллы. Формируются за счёт сорбции газа и воды на всей поверхности непрерывно растущего кристалла.
- Вискерные кристаллы. Возникают при туннельной сорбции молекул к основанию растущего кристалла.
- Гель-кристаллы. Образуются в объёме воды из растворённого в ней газа при достижении условий гидратообразования.

В пластах горных пород гидраты могут быть как распределены в виде микроскопических включений, так и образовывать крупные частицы, вплоть до протяжённых пластов многометровой толщины.
Благодаря своей клатратной структуре единичный объём газового гидрата может содержать до 160—180 объёмов чистого газа. Плотность гидрата ниже плотности воды и льда (для гидрата метана около 900 кг/м³).
При повышении температуры и уменьшении давления гидрат разлагается на газ и воду с поглощением большого количества теплоты. Разложение гидрата в замкнутом объёме либо в пористой среде (естественные условия) приводит к значительному повышению давления.
Кристаллогидраты обладают высоким электрическим сопротивлением, хорошо проводят звук, и практически непроницаемы для свободных молекул воды и газа. Для них характерна аномально низкая теплопроводность (для гидрата метана при 273 К в пять раз ниже, чем у льда).
Для описания термодинамических свойств гидратов в настоящее время широко используется теория Ван-дер-Ваальса — Платтеу. Основные положения данной теории:
- Решётка хозяина не деформируется в зависимости от степени заполнения молекулами-гостями либо от их вида.
- В каждой молекулярной полости может находиться не более одной молекулы-гостя.
- Взаимодействие молекул-гостей пренебрежимо мало.
- К описанию применима статистическая физика.

Несмотря на успешное описание термодинамических характеристик, теория Ван-дер-Ваальса — Платтеу противоречит данным некоторых экспериментов. В частности, показано, что молекулы-гости способны определять как симметрию кристаллической решётки гидрата, так и последовательность фазовых переходов гидрата. Помимо того, обнаружено сильное воздействие гостей на молекулы-хозяева, вызывающее повышение наиболее вероятных частот собственных колебаний.

## Строение гидратов
В структуре газогидратов молекулы воды образуют ажурный каркас (то есть решётку хозяина), в котором имеются полости. Установлено, что полости каркаса обычно являются 12- («малые» полости), 14-, 16- и 20-гранниками («большие» полости), немного деформированными относительно идеальной формы. Эти полости могут занимать молекулы газа («молекулы-гости»). Молекулы газа связаны с каркасом воды ван-дер-ваальсовскими связями. В общем виде состав газовых гидратов описывается формулой M·n·H2O, где М — молекула газа-гидратообразователя, n — число молекул воды, приходящихся на одну включённую молекулу газа, причём n — переменное число, зависящее от типа гидратообразователя, давления и температуры.
Полости, комбинируясь между собой, образуют сплошную структуру различных типов. По принятой классификации они называются КС, ТС, ГС — соответственно кубическая, тетрагональная и гексагональная структура. В природе наиболее часто встречаются гидраты типов КС-I (англ. sI), КС-II (англ. sII), в то время как остальные являются метастабильными.
Некоторые структуры клатратных каркасов газовых гидратов:
| Тип структуры         | Полости  | Формула элементарной ячейки | Параметры ячейки, Å | Пример гостевой молекулы       |
| --------------------- | -------- | --------------------------- | ------------------- | ------------------------------ |
| Кубическая КС-I       | D, T     | 6T x 2D x 46 H2O            | a = 12              | CH4                            |
| Кубическая КС-II      | H, D     | 8H x 16D x 136 H2O          | a = 17,1            | C3H8, ТГФ                      |
| Тетрагональная ТС-I   | P, T, D  | 4P x 16T x 10D x 172 H2O    | a = 12,3 c = 10,2   | Ar (при высоком давлении), Br2 |
| Гексагональная ГС-III | E, D, D' | E x 3D x 2D' x 34 H2O       | a = 23,5 c = 12,3   | C10H16 + CH4                   |

## Газовые гидраты в природе
Большинство природных газов (CH4, C2H6, C3H8, CO2, N2, H2S, изобутан и т. п.) образуют гидраты, которые существуют при определённых термобарических условиях. Они встречаются в морских донных осадках и в областях многолетнемёрзлых пород. Преобладающими природными газовыми гидратами являются гидраты метана и диоксида углерода.
При добыче газа гидраты могут образовываться в стволах скважин, промышленных коммуникациях и магистральных газопроводах. Отлагаясь на стенках труб, гидраты резко уменьшают их пропускную способность. Для борьбы с образованием гидратов на газовых промыслах вводят в скважины и трубопроводы различные ингибиторы (метиловый спирт, гликоли, 30%-ный раствор CaCl2), а также поддерживают температуру потока газа выше температуры гидратообразования с помощью подогревателей, теплоизоляцией трубопроводов и подбором режима эксплуатации, обеспечивающего максимальную температуру газового потока. Для предупреждения гидратообразования в магистральных газопроводах наиболее эффективна газоосушка — очистка газа от паров воды.

## Научные исследования
В последние годы интерес к проблеме газовых гидратов во всем мире значительно усилился. Рост активности исследований объясняется следующими основными факторами:
- активизацией поисков альтернативных источников углеводородного сырья в странах, не обладающих ресурсами энергоносителей, так как газовые гидраты являются нетрадиционным источником углеводородного сырья, опытно-промышленное освоение которого может начаться в ближайшие годы;
- необходимостью оценки роли газовых гидратов в приповерхностных слоях геосферы, особенно в связи с их возможным влиянием на глобальные климатические изменения;
- изучением закономерностей образования и разложения газовых гидратов в земной коре в общетеоретическом плане с целью обоснования поисков и разведки традиционных месторождений углеводородов (природные гидратопроявления могут служить маркерами более глубокозалегающих обычных месторождений нефти и газа);
- активным освоением месторождений углеводородов, расположенных в сложных природных условиях (глубоководный шельф, полярные регионы), где проблема техногенных газогидратов обостряется;
- целесообразностью сокращения эксплуатационных затрат на предупреждение гидратообразования в промысловых системах добычи газа за счёт перехода на энерго-ресурсосберегающие и экологически чистые технологии;
- возможностью использования газогидратных технологий при разработке, хранении и транспорте природного газа.

В последние годы исследования гидратов в России продолжались в различных организациях как посредством госбюджетного финансирования (два интеграционных проекта Сибирского отделения РАН, небольшие гранты РФФИ, грант губернатора Тюмени, грант министерства высшего образования РФ), так и за счёт грантов международных фондов — ИНТАС, СРДФ, ЮНЕСКО (по программе «плавучий университет» — морские экспедиции под эгидой ЮНЕСКО под лозунгом Training Through Research — обучение через исследования), КОМЕКС (Kurele-Okhotsk-Marine Experiment), ЧАОС (Carbon-Hydrate Accumulations in the Okhotsk Sea) и др.
В 2002—2004 гг. исследования по нетрадиционным источникам углеводородов, включая газовые гидраты (с учётом коммерческих интересов ОАО «Газпром»), продолжались в ООО «Газпром ВНИИГАЗ» и ОАО «Промгаз» при небольшом масштабе финансирования.
В настоящее время[когда?] исследования по газовым гидратам проводятся в ОАО «Газпром» (главным образом, в ООО «Газпром ВНИИГАЗ»), в институтах Российской академии наук, в университетах.
Исследования геологических и технологических проблем газовых гидратов были начаты в середине 60-х годов специалистами ВНИИГАЗа. Вначале ставились и решались технологические вопросы предупреждения гидратообразования, затем тематика постепенно расширялась: включались в сферу интересов кинетические аспекты гидратообразования, далее значительное внимание было уделено геологическим аспектам, в частности возможностям существования газогидратных залежей, теоретическим проблемам их освоения.

### Геологические исследования газовых гидратов
В 1940-е годы советские учёные высказывают гипотезу о наличии залежей газовых гидратов в зоне вечной мерзлоты (Стрижов, Мохнаткин, Черский).
В 1970 году в Государственный реестр открытий СССР было внесено научное открытие «Свойство природных газов находиться в твёрдом состоянии в земной коре» под № 75 с приоритетом от 1961 г., сделанное российскими учёными В.Г. Васильевым, Ю.Ф. Макогоном, Ф.Г. Требиным, А.А. Трофимуком и Н.В. Черским. Это открытие стимулировало интерес к газогидратной тематике, однако систематических исследований природных гидратов газа не проводилось. Субмаринные (подводные) газовые гидраты впервые обнаружены в морских придонных отложениях в 1979 г. в ходе отбора геологических проб грунта в Каспийском море (экспедиция «Институт геологии и разработки горючих ископаемых Миннефтепрома и АН СССР» на НИС «Поиск» (Ефремова, Гритчина, 1981; Скоробогатько, 1983) и при глубоководном бурении в прибрежье Мексики и Гватемалы (66 и 67 рейсы по программе глубоководного бурения DSDP – англ. Deep Sea Drilling Project). Все находки были случайными и классифицировались либо как «мерзлые отложения», либо как «включения льда». Однако еще в 1972 г. по данным сотрудников ВНИИГАЗа А.Г. Ефремовой и Б.П. Жижченко (Ефремова, Жижченко, 1974) в Черном море гидраты в виде «микроскопических нарастаний», напоминающих изморозь, были обнаружены в отложениях, поднятых при отборе кернов морских осадков. Позже А.Г. Ефремова, работая в экспедиции по донному пробоотбору в Каспийском море (1980 г.), также установила гидратоносность донных отложений этой акватории. Несмотря на отдельные находки природных газовых гидратов, геологические процессы, ответственные за их формирование, к концу 70-х гг. были изучены крайне слабо. Подавляющая часть сведений о гидратах в недрах была получена не в результате специальных исследований, а случайно. Оставались неясными геологическое строение скоплений гидратов, их размер, условия залегания, вещественный состав, концентрация газа.
Исходя из теоретических представлений, сформировавшихся к началу 80-х гг., прошлого столетия, считалось, что газовые гидраты в пределах зоны их стабильности, как в субокеанических недрах, так и на суше в области развития вечной мерзлоты, залегают в виде сплошного слоя, непроницаемого для свободного газа, представляя собой своеобразные экраны, под которыми скапливаются свободные углеводороды. Предполагалось, что запасы газа, находящегося в гидратной фазе, огромны. Это предположение было основано на постулате, утвердившемся к началу восьмидесятых годов прошлого века, о том, что весь генерирующийся и попадающий в зону стабильности газовых гидратов газ стабилизируется в газовых гидратах. Глобальные оценки количества метана в недрах Мирового океана были основаны на представлениях о широком региональном распространении газовых гидратов в пределах значительного интервала поддонных глубин и при существенном гидратонасыщении отложений, что, как оказалось позднее, противоречило фактическим данным. С научной точки зрения, утвердившаяся система взглядов постулировала, что субмаринные газовые гидраты образуются в основном из аутигенного (т.е. образовавшегося на месте in situ) биохимического газа. В основном представления о гидратоносности морских недр основывались на результатах расчетов зоны стабильности газовых гидратов (ЗСГГ). Считалось, что зона стабильности гидратов метана, наиболее распространённого в земной коре углеводородного газа, покрывает до 20% суши (в районах распространения криолитозоны) и до 90% дна океанов и морей.
Пионерские исследования, выполненные петербургскими учеными из Всероссийского научно-исследовательского института геологии и минеральных ресурсов Мирового океана ("ВНИИОкеангеология") в 1986-1989 гг., основанные на данных, полученных в ходе совместных морских экспедиций с Вычислительным центром СО АН СССР, Институтом геологии АН Азербайджана и НПО «Дальморгеология» в результате которых открыты и исследованы скопления гидратов в Чёрном, Каспийском и Охотском морях, показали, что наибольшее значение, как в океанах, так и в окраинных и внутренних морях, имеют гидраты фильтрационного генезиса, накапливающиеся в отложениях при движении флюидов (газа, газонасыщенной воды) через термобарическую зону стабильности гидратов. Экспериментальные и лабораторные исследования подтвердили реальность образования гидратов водорастворенным газом (Матвеева, 2018).
Большой вклад в геологические и геофизические исследования гидратосодержащих пород внесли сотрудники Норильской комплексной лаборатории ВНИИГАЗа М.Х. Сапир, А.Э. Беньяминович и др., изучавшие Мессояхское газовое месторождение, начальные пластовые Р, Т-условия которого практически совпадали с условиями гидратообразования метана. Этими исследователями в начале 70-х годов были заложены принципы распознавания гидратосодержащих пород по данным комплексного скважинного каротажа. В конце 70-х годов исследования в этой области в СССР практически прекратились. В то же время, в США, Канаде, Японии и других странах они получили развитие и к настоящему времени отработаны методики геофизического выделения гидратонасыщенных пород в геологических разрезах по данным комплекса каротажных данных.
В 1983 г. «ВНИИОкеангеология» и объединение «Норильскгазпром» приступили к регулярным наблюдениям за изменением состава газа в скважинах Мессояхского месторождения. В результате специальных газогеохимических исследований (тысячи проб) в эксплуатационных скважинах месторождения выявлены уникальные газы, отличающиеся весьма высоким (более 0,6%) и крайне низким (0,0002%) содержанием гелия. Измеренные значения отличались почти на порядок в ту и другую сторону от пределов концентраций, установленных при первичном опробовании скважин до начала его разработки (0,005-0,033%), а также от крайних значений совокупности проб из всех сеноманских газовых залежей севера Западной Сибири (0,002-0,036%) (Борисов, Гинсбург, 1990). Установлено, что состав газа меняется в зависимости от режима работы скважин. Удалось показать, что газы с высоким содержанием гелия представляют собой остаточный продукт техногенного новообразования гидратов при перетоках газа из верхних частей продуктивной толщи, где в случае присутствия естественных гидратов должно было бы происходить их разрушение. Предполагалось, что низкогелиеносные газы, характерные для периферии разрабатываемой части месторождения, могут быть продуктом разложения природных гидратов, однако эти газы, вероятно, поступали из нижней части толщи, где никто гидратов не предполагал (Борисов, Гинсбург, 1990). По ряду причин наблюдения за составом газа на месторождении не удалось довести до логического завершения. Таким образом, вопрос о гидратоносности Мессояхского месторождения остается актуальным до сих пор.
В 1987 г. вышла в свет монография В.А. Соловьева и Г.Д. Гинсбурга с соавторами «Криогеотермия и гидраты природного газа в недрах Северного Ледовитого океана» (Соловьев и др., 1987), которая на момент издания явилась фактически первым действительно значимым отечественным научным трудом, где были сформулированы основные положения геологии газовых гидратов. К началу 90-х годов сотрудниками ВНИИОкеангеология под руководством Г.Д. Гинсбурга и В.А. Соловьева при активной поддержке директора института академика И.С. Грамберга была проделана огромная работа по осмыслению имеющегося теоретического и фактического материала по газовым гидратам в природных обстановках. Обобщены и проанализированы геологические, геофизические и геохимические материалы по всем известным на тот момент газогидратоносным регионам Мирового океана, рассмотрены геофизические и геохимические признаки гидратоносности, проанализированы механизмы миграции флюидов в субмариной обстановке. Построены карты условий газогидратоносности и потенциально гидратоносных акваторий Черного, Каспийского, Берингова, Охотского и Японского морей. Этот период был временем, когда закладывались фундаментальные основы геологии и термодинамики газовых гидратов. Составлялись проекты программ геологоразведочных и научно-исследовательских работ в МИНГЕО СССР и газпром, развивалось международное сотрудничество с канадскими, американскими, болгарскими специалистами.
Исследования по природным газогидратам на континентальной суше в 1988 году были продолжены В.С. Якушевым, В.А. Истоминым, В.И. Ермаковым и В.А. Скоробогатовым во ВНИИГАЗе на безбюджетной основе (исследования природных газогидратов не включались в официальную тематику института вплоть до 1998 года). Особую роль в организации и постановке исследований сыграл профессор В. И. Ермаков, который постоянно уделял внимание последним достижениям в области природных газогидратов и поддерживал эти исследования во ВНИИГАЗе на протяжении всей своей работы в институте.
Значительную роль в изучении природных газовых гидратов сыграли данные по глубоководному бурению DSDP-ODP (Deep Sea Drilling Project – Ocean Drilling Program). Позднее трудности, вызванные необходимостью привлечения бурения для получения и изучения образцов природного гидрата, имевшие место ранее были преодолены с обнаружением в Мировом океане огромного количества мест, где газовые гидраты формируются непосредственно в придонных современных морских осадках вблизи океанического дна или даже на дне. Такие места оказались приурочены к выходам (высачиваниям) углеводородных газов в водную толщу в результате их вертикальной миграции по разломам и проницаемым зонам в осадочном чехле – очагам разгрузки флюидов.
Следует особо отметить значительный вклад в развитие геологии газовых гидратов, как отдельной научной дисциплины, который был сделан основателями лаборатории геологии газовых гидратов ВНИИОкеангеологии Г.Д. Гинсбургом и В.А. Соловьевым. Благодаря их работам были не только заложены основы геологии субмаринных газовых гидратов, но и создана петербургская гидратная школа. Проведенные во ВНИИОкеангеологии исследования позволили сформулировать ряд современных положений геологии субмаринных газовых гидратов принципиального характера, которые снискали интерес и положительные отзывы среди отечественных и зарубежных специалистов в данной области науки и остаются актуальными до сих пор.
Выход монографии Г.Д. Гинсбурга и В.А. Соловьева (1994) «Субмаринные газовые гидраты» (Гинсбург, Соловьев,1994) можно считать очередным этапом в развитии геологии газовых гидратов в России. Монография представляла собой первое в мировой литературе систематическое изложение всех известных к середине 90-х гг. геологических данных о наблюдениях субмаринных газовых гидратов и их признаков и подвела итог начальному этапу исследований локализаций газовых гидратов в Мировом океане. В книге проанализирована информативность косвенных признаков присутствия газовых гидратов; исследованы пространственное распределение проявлений субмаринных газовых гидратов, геологические модели и физико-химические особенности природного газогидратообразования. Выявлены механизмы гидратонакопления, показана роль миграции флюидов в этом процессе, рассмотрен вопрос об источниках гидратообразующих флюидов. Определены потенциально газогидратоносные акватории и дана ресурсная оценка количества метана субмаринных газовых гидратов. Эта знаковая работа была отмечена премией РАН им. И.М. Губкина и издана на английском языке «Submarine gas hydrates» (Ginsburg, Soloviev, 1998) при поддержке Statoil .
К началу XXI века появились возможности для дистанционных поиска и идентификации скоплений газовых гидратов, выяснения их форм, размеров, распространения. Применение современных гидрогеохимических и геотермических методов позволило с высокой степенью достоверности судить о составе газов в гидратах, условиях и предпосылках их формирования.
В течение первого десятилетия нынешнего века в ходе научно-исследовательских работ по исследованию газовых гидратов в очагах разгрузки флюидов специалистами ВНИИОкеангеологии были решены следующие задачи: выполнено геолого-геохимическое описание известных скоплений газовых гидратов в отложениях очагов разгрузки углеводородных флюидов (в том числе более тридцати скоплений, исследованных специалистами ВНИИОкеангеологии в семи районах Мирового океана) с целью прогноза их распространения; проведен анализ закономерностей распространения и картирование на геолого-структурной основе известных и потенциальных газогидратопроявлений, связанных с очагами разгрузки флюидов; проведены экспедиционные исследования, специально направленные на изучение скоплений газовых гидратов в очагах разгрузки флюидов в Охотском море в прибрежье о. Сахалин на НИС «Академик М.А. Лаврентьев» в 2003, 2005-2007 гг., совместно с ТОИ ДВО РАН в рамках международного российско-японско-корейского проекта CHAOS (Carbon-Hydrate Accumulations in the Okhotsk Sea); в Черном море в рамках международного проекта CRIMEA на НИС «Профессор Водяницкий» совместно с ИНБЮМ (г. Севастополь) в 2003 г.; в Черном и Средиземном морях и Кадисском заливе (СВ Атлантика) по программе Плавучий университет ("Обучение через исследования") совместно с ЮНЕСКО-Центром при МГУ им. Ломоносова в 2000, 2001, 2004 гг.; на озере Байкал в 2000 и 2002 гг. совместно с ЛИН ДВО РАН (г. Иркутск) и Центром морских исследований университета г. Гент (Бельгия). В результате сотрудничества с администрацией проекта глубоководного бурения по программе ODP, специалисты ВНИИОкеангеологии получили доступ к уникальному керновому материалу, полученному на гидратоносном хребте Блейк Аутер в Северо-Западной Атлантике (Blacke Outer Ridge). Экспедиционные исследования и анализ многочисленных (сотни) образцов гидратосодержащих отложений, гидратных газов и вод позволили получить уникальные данные по распространению скоплений газовых гидратов и составу и источникам гидратообразующих флюидов. В ходе выполнения этих работ специалистами ВНИИОкеангеологии обоснованы перспективы газогидратоносности Охотского, Черного морей и Кадисского залива; выявлены состав и происхождение газогидратообразующих флюидов (газа и воды) в различных типах их разгрузки (грязевые вулканы, очаги разгрузки свободного газа, разгрузка газонасыщенной воды) и оценены скорости фильтрации газосодержащих флюидов и их объемов в очагах различных типов (работы В.А. Соловьева и Л.Л. Мазуренко); построены пространственные геолого-геохимические модели скоплений газовых гидратов в очагах разгрузки разного типа и выявлены факторы геологического контроля гидратообразования (работы Т.В. Матвеевой); оценен локальный (отдельные скопления) и региональный (в пределах изученных районов) ресурсный потенциал скоплений газовых гидратов в различных районах Мирового океана; даны оценки количества метана в скоплениях гидратов, связанных с гидратоносными очагами разгрузки (работы Т.В. Матвеевой ссылки); проведены исследования метанопроизводных аутигенных карбонатов, формирующихся в очагах разгрузки углеводородов в ассоциации с гидратами (работы Е.А. Логвиной, Э.М. Прасолова, А.А. Крылова); выполнено моделирование подводной реликтовой мерзлоты на Арктическом шельфе в связи с его гидратоносностью.

### Экспериментальные и теоретические исследования свойств газовых гидратов
В 1960—1970-е годы основное внимание уделялось условиям образования газовых гидратов из бинарных и многокомпонентных смесей, в том числе и в присутствии ингибиторов гидратообразования.
Экспериментальные исследования проводились специалистами ВНИИГАЗа Б.В. Дегтяревым, Э.Б. Бухгалтером, В.А. Хорошиловым, В.И. Семиным и др. На базе этих исследований были предложены первые эмпирические методы расчёта фазовых равновесий газовых гидратов и разработаны инструкции по предупреждению гидратообразования в системах добычи газа.
Освоение Оренбургского месторождения с аномально-низкими пластовыми температурами привело к необходимости изучения проблем, связанных с гидратообразованием сероводородсодержащих газов. Это направление разрабатывалось А.Г. Бурмистровым. Им были получены практически важные данные по гидратообразованию в трёхкомпонентных газовых смесях «метан — сероводород — диоксид углерода» и разработаны уточнённые методики расчёта применительно к сероводородсодержащим природным газам месторождений Прикаспийской впадины.
Следующий этап исследований термодинамики гидратообразования связан с освоением гигантских северных месторождений — Уренгойского и Ямбургского. Для совершенствования методов предупреждения гидратообразования применительно к системам сбора и промысловой обработки конденсатсодержащих газов понадобились экспериментальные данные по условиям гидратообразования в высококонцентрированных растворах метанола в широком диапазоне температур и давлений. В ходе экспериментальных исследований (В.А. Истомин, Д.Ю. Ступин и др.) выяснились серьёзные методические трудности получения представительных данных при температурах ниже минус 20 °C. В связи с этим была разработана новая методика исследований фазовых равновесий газовых гидратов из многокомпонентных газовых смесей с регистрацией тепловых потоков в гидратной камере и при этом обнаружена возможность существования метастабильных форм газовых гидратов (на стадии их образования), что подтвердилось последующими исследованиями зарубежных авторов. Анализ и обобщение новых экспериментальных и промысловых данных (как отечественных, так и зарубежных) дал возможность разработать (В.А. Истомин, В.Г. Квон, А.Г. Бурмистров, В.П. Лакеев) инструкцию по оптимальному расходу ингибиторов гидратообразования (1987 г.).
В России на базе ВНИИГАЗа были поставлены одни из первых экспериментальных исследований в мире по моделированию гидратообразования в дисперсных породах. Так, А.С. Схаляхо (1974 г.) и В.А. Ненахов (1982 г.) путём насыщения гидратами песчаных образцов установили закономерность изменения относительной проницаемости породы по газу в зависимости от гидратонасыщенности (А.С. Схаляхо) и предельный градиент сдвига поровой воды в гидратосодержащих породах (В.А. Ненахов) — две важные для прогноза добычи газогидратного газа характеристики.
В 1986—1988 гг. были разработаны и сконструированы две оригинальные экспериментальные камеры по исследованию газогидратов и гидратосодержащих пород, одна из которых позволяла наблюдать за процессом образования и разложения гидратов углеводородных газов под оптическим микроскопом, а другая — проводить изучение образования и разложения гидратов в породах различного состава и строения благодаря сменной внутренней гильзе.
К настоящему времени подобные камеры в модифицированном виде для исследований гидратов в поровом пространстве используются в Канаде, Японии, России и других странах. Проведённые экспериментальные исследования позволили обнаружить эффект самоконсервации газогидратов при отрицательных температурах.
Он заключается в том, что если монолитный газогидрат, полученный при обычных равновесных условиях, охладить до температуры ниже 0°С и сбросить давление над ним до атмосферного, то после первичного поверхностного разложения, газогидрат самоизолируется от окружающей среды тонкой плёнкой льда, препятствующей дальнейшему разложению. После этого гидрат может храниться длительное время при атмосферном давлении (зависит от температуры, влажности и других параметров внешней среды). Обнаружение этого эффекта внесло значительный вклад в изучение природных газогидратов.
Разработка методики получения и изучения гидратосодержащих образцов различных дисперсных пород, уточненение методики изучения природных гидратосодержащих образцов, проведение первые исследования природных гидратосодержащих образцов, поднятых из мёрзлой толщи Ямбургского ГКМ (1987 г.) подтвердили существование гидратов метана в «законсервированном» виде в мёрзлой толще, а также позволили установить новый тип газогидратных залежей — реликтовые газогидратные залежи, распространённые вне современной ЗСГ.
Кроме того, эффект самоконсервации открыл новые возможности для хранения и транспорта газа в сконцентрированном виде, но без повышенного давления. Впоследствии эффект самоконсервации экспериментально был подтверждён исследователями в Австрии (1990 г.) и Норвегии (1994 г.) и в настоящее время исследуется специалистами из разных стран (Япония, Канада, США, Германия, Россия).
В середине 1990-х годов ВНИИГАЗом в содружестве с Московским Государственным Университетом (кафедра геокриологии — доцент Е.М. Чувилин с сотрудниками) были проведены исследования образцов керна из интервалов газопроявлений из толщи ММП в южной части Бованенковского ГКМ по методике, разработанной ранее при исследованиях образцов ММП Ямбургского ГКМ.
Результаты исследований показали присутствие в поровом пространстве мёрзлых пород рассеянных реликтовых газогидратов. Аналогичные результаты позже были получены и при исследовании ММП в дельте реки Маккензи (Канада), где гидраты были идентифицированы не только по предложенной российской методике, но и наблюдались в керне визуально.
В настоящее время во ВНИИГАЗе начат новый цикл исследований по предупреждению техногенного гидратообразования. Значительные усилия учёных А.И. Гриценко, В.И. Мурина, Е.Н. Ивакина и В.М. Булейко были посвящены исследованиям теплофизических свойств газовых гидратов (теплотам фазовых переходов, теплоемкостям и теплопроводностям).
В частности, В.М. Булейко, проводя калориметрические исследования газового гидрата пропана, обнаружил метастабильные состояния газовых гидратов при их разложении. Что касается кинетики гидратообразования, то ряд интересных результатов был получен В.А. Хорошиловым, А.Г. Бурмистровым, Т.А. Сайфеевым и В.И. Семиным, особенно по гидратообразованию в присутствии ПАВ.
В последние годы эти ранние исследования российских учёных были «подхвачены» специалистами ряда зарубежных фирм с целью разработки новых классов так называемых низкодозируемых ингибиторов гидратообразования.

## Проблемы и перспективы, связанные с природными газогидратами
Освоение месторождений севера Западной Сибири с самого начала столкнулось с проблемой выбросов газа из неглубоких интервалов криолитозоны. Эти выбросы происходили внезапно и приводили к остановке работ на скважинах и даже к пожарам. Так как выбросы происходили из интервала глубин выше зоны стабильности газогидратов, то длительное время они объяснялись перетоками газа из более глубоких продуктивных горизонтов по проницаемым зонам и соседним скважинам с некачественным креплением. В конце 80-х годов на основе экспериментального моделирования и лабораторных исследований мёрзлого керна из криолитозоны Ямбургского ГКМ удалось выявить распространение рассеянных реликтовых (законсервировавшихся) гидратов в четвертичных отложениях. Эти гидраты совместно с локальными скоплениями микробиального газа могут сформировать газоносные пропластки, откуда происходят выбросы при бурении. Присутствие реликтовых гидратов в неглубоких слоях криолитозоны было в дальнейшем подтверждено аналогичными исследованиями на севере Канады и в районе Бованенковского ГКМ. Таким образом, сформировались представления о новом типе газовых залежей — внутримерзлотных метастабильных газ-газогидратных залежах, которые, как показали испытания мерзлотных скважин на Бованенковском ГКМ, представляют собой не только осложняющий фактор, но и определённую ресурсную базу для местного газоснабжения.
Внутримерзлотные залежи содержат лишь незначительную часть ресурсов газа, которые связывают с природными газогидратами. Основная часть ресурсов приурочена к зоне стабильности газогидратов — тому интервалу глубин (обычно первые сотни метров), где имеют место термодинамические условия для гидратообразования. На севере Западной Сибири это интервал глубин 250—800 м, в морях — от поверхности дна до 300—400 м, в особо глубоководных участках шельфа и континентального склона до 500—600 м под дном. Именно в этих интервалах была обнаружена основная масса природных газогидратов.
В ходе изучения природных газогидратов выяснилось, что отличить гидратосодержащие отложения от мёрзлых современными средствами полевой и скважинной геофизики не представляется возможным. Свойства мёрзлых пород практически полностью аналогичны свойствам гидратосодержащих. Определённую информацию о присутствии газогидратов может дать каротажное устройство ядерного магнитного резонанса, но оно весьма дорогостояще и применяется крайне редко в практике геолого-разведочных работ. Основным показателем наличия гидратов в отложениях являются исследования керна, где гидраты либо видны при визуальном осмотре, либо определяются по замеру удельного газосодержания при оттаивании.

### Эксперимент по добыче газовых гидратов в Японии
В феврале 2012 года японское исследовательское судно «Тикю», арендованное Японской корпорацией нефти, газа и металлов (Japan Oil, Gas and Metals National Corp), начало пробное бурение скважин под океанским дном в 70 км к югу от полуострова Ацуми (близ города Нагоя) с целью экспериментов по добыче метангидратов. Предполагается пробурить три скважины глубиной 260 м (глубина океана в этом месте — около километра) с целью проверки возможности добычи газовых гидратов и проведения измерений. Ожидается, что для перевода метангидратов в газ будет использоваться процесс разгерметизации, разработанный консорциумом MH21. 12 марта 2013 года Japan Oil, Gas & Metals National Corp. (Jogmec) заявила о начале пробной эксплуатации подводного газгидратного месторождения и получении из него первого природного газа. 28 июня 2017 года был закончен второй тестовый этап добычи гидрата метана. Всего за 24 дня с 2 скважин было добыто 235 тыс. м³ газа. Вскоре планируется полномасштабное освоение месторождения.

## Перспективы применения в промышленности газогидратных технологий
Технологические предложения по хранению и транспорту природного газа в гидратном состоянии появились ещё в 40-х годах XX века. Свойство газовых гидратов при относительно небольших давлениях концентрировать значительные объёмы газа привлекает внимание специалистов длительное время. Предварительные экономические расчёты показали, что наиболее эффективным оказывается морской транспорт газа в гидратном состоянии, причём дополнительный экономический эффект может быть достигнут при одновременной реализации потребителям транспортируемого газа и чистой воды, остающейся после разложения гидрата (при образовании газогидратов вода очищается от примесей). В настоящее время рассматриваются концепции морского транспорта природного газа в гидратном состоянии при равновесных условиях, особенно при планировании разработки глубоководных газовых (в том числе и гидратных) месторождений, удалённых от потребителя.
Однако в последние годы всё большее внимание уделяется транспорту гидратов в неравновесных условиях (при атмосферном давлении). Ещё одним аспектом применения газогидратных технологий является возможность организации газогидратных хранилищ газа в равновесных условиях (под давлением) вблизи крупных потребителей газа. Это связано со способностью гидратов концентрировать газ при относительно низком давлении. Так, например, при температуре +4°С и давлении 40 атм., концентрация метана в гидрате соответствует давлению в 15—16 МПа (150—160 атм.).
Сооружение подобного хранилища не является сложным: хранилище представляет собой батарею газгольдеров, размещённых в котловане или ангаре, и соединённую с газовой трубой. В весенне-летний период хранилище заполняется газом, формирующим гидраты, в осенне-зимний — отдаёт газ при разложении гидратов с использованием низкопотенциального источника теплоты. Строительство подобных хранилищ вблизи теплоэнергоцентралей может существенно сгладить сезонную неравномерность в производстве газа и представлять собой реальную альтернативу строительству ПХГ в ряде случаев.
В настоящее время активно разрабатываются газогидратные технологии, в частности, для получения гидратов с использованием современных методов интенсификации технологических процессов (добавки ПАВ, ускоряющие тепломассоперенос; использование гидрофобных нанопорошков; акустические воздействия различного диапазона, вплоть до получения гидратов в ударных волнах и др.).

## Применение газовых гидратов
Газовые гидраты используются для опреснения морской воды. Кроме низких энергетических затрат, имеется достоинство в том, что отсутствуют поверхности тепло- и массобмена. Соответственно, отсутствуют проблемы, присущие мембранным и испарительным технологиям, такие как отложение солей и биологических загрязнителей на мембранах и теплообменниках, износ мембран. Предположительно, гидраты можно применять для хранения газов. Существуют предложения по захоронению на дне океана парниковых газов в виде гидратов.